# 킬러 (1964년 영화)
《킬러》(The Killers 더 킬러스[*])는 미국에서 제작된 돈 시겔 감독의 1964년 범죄, 드라마 영화이다. 어니스트 헤밍웨이의 동명의 단편 소설을 바탕으로 제작되었다. 리 마빈 등이 주연으로 출연하였고 돈 시겔 등이 제작에 참여하였다.

## 출연

### 주연
- 리 마빈
- 앤지 디킨슨

### 조연
- 존 카사베츠
- 크루 굴레이저
- 클로드 아킨즈
- 노먼 펠
- 로널드 레이건
- 버지니아 크리스틴

## 제작진
- 미술: 프랭크 아리고
- 미술: 조지 B. 챈
- 세트: 존 맥카시 주니어
- 세트: 제임스 레드
- 의상: 헬렌 콜빅

## 같이 보기
- 살인자들 (1946년 영화)